# Championnat de Macédoine du Nord de football 2020-2021
Navigation
Édition précédente Édition suivante
La saison 2020-2021 du championnat de Macédoine du Nord de football est la vingt-neuvième édition de la première division macédonienne. Lors de celle-ci, le FK Vardar Skopje tente de conserver son titre de champion face aux onze meilleurs clubs macédoniens lors d'une série de matchs se déroulant sur toute l'année. Les clubs affrontent à trois reprises les onze autres.
Trois places qualificatives pour les compétitions européennes seront attribuées par le biais du championnat (1 place au premier tour de qualification de la Ligue des champions 2021-2022, et 2 places au premier tour de qualification de la Ligue Europa Conférence 2021-2022). Une autre place qualificative pour le premier tour de qualification de la Ligue Europa Conférence sera garantie au vainqueur de la Coupe de Macédoine du Nord. Les 4 derniers du championnat sont relégués en deuxième division.
Le KF Shkëndija remporte son quatrième titre à l'issue de la 29e journée.

## Compétition

### Classement
Les équipes sont classées selon leur nombre de points, lesquels sont répartis comme suit : trois points pour une victoire, un point pour un match nul et zéro point pour une défaite. Pour départager les égalités, les critères suivants sont utilisés :
1. Différence de buts générale
2. Nombre de buts marqués
3. Nombre de points marqués en confrontations directes (*)
4. Différence de buts en confrontations directes (*)
5. Nombre de buts marqués à l'extérieur en confrontations directes (*)
6. Nombre de buts marqués en confrontations directes (*)

Si l'égalité reste parfaite, les équipes occupent le même classement.
Pour un départage pour le titre de champion, une qualification à une compétition européenne ou une relégation, seules les critères marqués d'un astérisque sont valables. En cas de nouvelle égalité, un match d'appui est joué.
| Rang | Équipe               | Pts | J  | G  | N  | P  | Bp | Bc | Diff |
| ---- | -------------------- | --- | -- | -- | -- | -- | -- | -- | ---- |
| 1    | KF Shkëndija         | 75  | 33 | 22 | 9  | 2  | 69 | 26 | +43  |
| 2    | KF Shkupi            | 59  | 33 | 16 | 11 | 6  | 41 | 24 | +17  |
| 3    | FC Struga            | 57  | 33 | 15 | 12 | 6  | 39 | 24 | +15  |
| 4    | FK Makedonija GP     | 55  | 33 | 16 | 7  | 10 | 53 | 43 | +10  |
| 5    | FK Rabotnički Skopje | 48  | 33 | 11 | 15 | 7  | 45 | 39 | +6   |
| 6    | FK Pelister Bitola P | 45  | 33 | 12 | 9  | 12 | 34 | 38 | -4   |
| 7    | FK Akademija Pandev  | 41  | 33 | 12 | 5  | 16 | 32 | 36 | -4   |
| 8    | FK Borec             | 40  | 33 | 11 | 7  | 15 | 32 | 36 | -4   |
| 9    | FK Sileks Kratovo C  | 36  | 33 | 10 | 6  | 17 | 49 | 45 | +4   |
| 10   | FK Renova Džepčište  | 36  | 33 | 8  | 12 | 13 | 36 | 46 | -10  |
| 11   | FK Vardar Skopje T   | 31  | 33 | 7  | 10 | 16 | 32 | 60 | -28  |
| 12   | FK Belasica P        | 17  | 33 | 4  | 5  | 24 | 23 | 68 | -45  |

| Légende : Promotion et relégation | Légende : Promotion et relégation                                                                     |
| --------------------------------- | --- |
|                                   | Qualification pour le 1er tour de qualification de la Ligue des champions 2021-2022                   |
|                                   | Qualification pour le 1er tour de qualification de la Ligue Europa Conférence 2021-2022               |
|                                   | Barrages de relégation en Vtora Liga                                                                  |
|                                   | Relégation directe en Vtora Liga                                                                      |
|                                   | T : Tenant du titre C : Vainqueur de la Coupe de Macédoine du Nord 2020-2021 P : Promu de 2. MFL (D2) |

### Barrages de relégation
Les barrages se déroulent sur terrain neutre le 25 mai 2021.
| Équipe 1            | Résultat       | Équipe 2          |
| ------------------- | -------------- | ----------------- |
| FK Renova Džepčište | 2 - 2 3 - 2tab | FK Ohrid          |
| GFK Tikvesh         | 1 - 0          | FK Sileks Kratovo |

Légende des couleurs
- Le club se maintient en première division.
- Promotion en première division.
- Le club reste en deuxième division.
- Relégation en deuxième division.

## Bilan de la saison
| Championnat de Macédoine du Nord de football 2020-2021                        |                         |
| Champion                                                                      | KF Shkëndija (4e titre) |
| Dauphin                                                                       | KF Shkupi               |
| Coupes et trophées                                                            |                         |
| Vainqueur de la Coupe de Macédoine du Nord 2020-2021                          | FK Sileks Kratovo       |
| Qualifications continentales                                                  |                         |
| Ligue des champions 2021-2022                                                 | KF Shkëndija            |
| Ligue Europa Conférence 2021-2022                                             | FK Sileks Kratovo       |
| Ligue Europa Conférence 2021-2022                                             | KF Shkupi               |
| Ligue Europa Conférence 2021-2022                                             | FC Struga               |
| Promotions et relégations                                                     |                         |
| Promus en Championnat de Macédoine du Nord de football                        | FK Bregalnica Chtip     |
| Promus en Championnat de Macédoine du Nord de football                        | FK Skopje               |
| Promus en Championnat de Macédoine du Nord de football                        | GFK Tikvesh             |
| Relégués en Championnat de Macédoine du Nord de football de deuxième division | FK Sileks Kratovo       |
| Relégués en Championnat de Macédoine du Nord de football de deuxième division | FK Vardar Skopje        |
| Relégués en Championnat de Macédoine du Nord de football de deuxième division | FK Belasica             |